# Касиба
Касиба (яп. 香芝市 Касиба-си) — город в Японии, находящийся в префектуре Нара. Площадь города составляет 24,23 км², население — 77 553 человека (1 августа 2014), плотность населения — 3200,70 чел./км².

## Географическое положение
Город расположен на острове Хонсю в префектуре Нара региона Кинки. С ним граничат города Яматотакада, Кацураги, Хабикино, Касивара и посёлки Одзи, Каммаки, Корё, Тайси.
Касиба исполняет роль «спального района» соседней Осаки.
.

## Население
Население города составляет 77 553 человека (1 августа 2014), а плотность — 3200,70 чел./км². Изменение численности населения с 1980 по 2005 годы:
| 1980 | 36 314 чел. |  |
| 1985 | 43 485 чел. |  |
| 1990 | 52 817 чел. |  |
| 1995 | 56 739 чел. |  |
| 2000 | 63 487 чел. |  |
| 2005 | 70 998 чел. |  |

## Символика
Деревом города считается вечнозелёный дуб, цветком — Viola mandshurica.